# VdB 129
vdB 129 è una nebulosa a riflessione visibile nella costellazione dell'Aquila.
Si osserva nella parte sudoccidentale della costellazione, in direzione della stella θ Aquilae, che essendo di magnitudine 3,24 è ben visibile ad occhio nudo anche dai piccoli centri urbani; la sua posizione quasi perfettamente a cavallo dell'equatore celeste fa sì che sia osservabile anche da tutte le aree popolate della Terra; il periodo più indicato per la sua osservazione ricade nei mesi compresi fra giugno e novembre.
La nube è probabilmente associata fisicamente alla stella θ Aquilae, sebbene questo legame non sia indicato come certo; se i due oggetti sono legati fisicamente, la distanza della nube diventa pressoché pari a quella della stella, ossia 88 parsec (187 anni luce). θ Aquilae è una gigante blu di classe spettrale B9.5III, già evoluta rispetto alla fase di sequenza principale; la stella possiede una compagna molto vicina ad essa individuabile allo spettroscopio.